# Charles Newman
Charles Newman (* 22. Februar 1901 in Chicago, Illinois; † 9. Januar 1978 in Los Angeles, Kalifornien) war ein US-amerikanischer Liedtexter und Komponist, der für einen Oscar nominiert wurde.

## Leben
Sweethearts on Parade heißt das romantische Musical, für das Newman 1930 einen Song unter demselben Titel schrieb. Es war sein erster Film, für den er Musik beisteuerte. In den Jahren 1938 bis 1944 war er bei vielen Filmproduktionen als Texter gefragt. Auf der Oscarverleihung 1945 war er zusammen mit Lew Pollack für einen Oscar nominiert für ihr Lied Silver Shadows and Golden Dreams aus dem Eiskunstlauf-Filmmusical Belita tanzt.
Nach Kriegsende schrieb er noch bis 1949 etliche Songs für Filme. Einige seiner Lieder fanden auch Einzug in nach seinem Tod entstandene Filme.

## Filmografie (Auswahl)
- 1930: Sweethearts on Parade (gleichnamiger Song)
- 1933: Mr. Broadway (Song Why Can’t This Night Go On Forever)
- 1936: Irgendwo im Traumland (Somewhere in Dreamland, OT und Song)
- 1938: Ein Gladiator namens Hugo (The Gladiator – Song On To Victory)
- 1938: The Terror of Tiny Town (Song Tex and Mex From Old Bar X)
- 1938: Flirting with Fate (Songs Mate, El Bandellero)
- 1939: Fischerman’s Wharf (Song Sell Your Cares For a Song)
- 1939: That’s Right – You’re Wrong (Song The Answer Is Love)
- 1940: Shooting High (Song Little Old Band of Gold)
- 1940: Beyond Tomorrow (Song It’s Raining Dreams)
- 1941: Six Lessons from Madame La Zonga (gleichnamiger Song)
- 1941: Sweetheart of the Campus (Song When the Glee Club Swing the Alma Mater)
- 1941: All-American Co-Ed (Songs I’m a Chap with a Chip on My Shoulder, Up at the Crack of Dawn, The Poor Farmers Daughter)
- 1942: Crooning Melodies (Song Why Don’t We Do This More Often)
- 1942: Heart of the Rio Grande (Song Rancho Pillow)
- 1943: Hi, Buddy (Song Here’s To Tomorrow)
- 1943: Tahiti Honey (Songs: This Gets Better Ev’ry Minute, You Could Hear a Pin Drop, Koni Plenty Hu-Hu, Any Old Port in a Storm, I’m a Cossack, In a Ten Gallon Hat)
- 1943: Die Wunderpille (Jitterbugs, Songs The Moon Kissed the Mississippi, If the Shoe Fits, Wear It, I’ve Gotta See for Myself)
- 1943: What’s Buzzin’, Cousin? (Songs Three Little Mosquitos, Hitler, Tojo and Benito, They’re Courtin’ in the Mountains)
- 1943: Pistol Packin’ Mama (Song You Could Hear a Pin Drop)
- 1944: Sweethearts of the U.S.A. (Songs That Reminds Me, We’re the Ones, Hold Onto Your Hat, You Can’t Brush off a Russian, All the Latin I Know Is ‘Si, Si’)
- 1944: Belita tanzt (Lady, Let’s Dance, Song Silver Shadows and Golden Dreams)
- 1945: Along the Navajo Trail (Song How’er Doing in the Heart Department?)
- 1947: Little Miss Broadway (Song Cheer for the Team)
- 1949: The Big Sombrero (Song Rancho Pillow)
- 1981: Tanz in den Wolken (Pennies from Heaven, Song I’ll Never Have to Dream Again von 1932)
- 2001: Focus (Song Does Everyone Know About This von 1945)

## Auszeichnungen/Nominierungen
1945 erhielt Newman zusammen mit Lew Pollack eine Oscar-Nominierung in der Kategorie „Bester Song“ für das  Lied Silver Shadows and Golden Dreams aus dem Filmmusical Belita tanzt (Lady, Let’s Dance). Die Auszeichnung ging jedoch an Jimmy Van Heusen und Johnny Burke für ihr Lied Swinging on a Star aus dem Filmdrama  Der Weg zum Glück (Going My Way).